# Ksenija Erker
Ksenija Erker (Zagreb, 23. travnja 1954.) hrvatska je glazbenica, pjevačica i nastavnica glazbe.

## Životopis
Ksenija Erker pjevati je počela već kao sedmogodišnja djevojčica u dječjem zboru HNK u Zagrebu. Sedam godina poslije počela je nastupati i kao prateći vokal, a profesionalnu je pjevačku karijeru započela 1973. snimivši prvi singl Povedi me večeras. Studirala je i diplomirala na Muzičkoj akademiji u Zagrebu.
1974. bila je osobito značajna godina za uspješan nastavak profesionalne karijere: početkom te godine snimila je pjesmu Proljeće je otpočelo s kišom Arsena Dedića, koja je ubrzo postala veliki hit u svim republikama bivše Jugoslavije. Uslijedili su i mnogi koncertni nastupi diljem Hrvatske, te gostovanja u Beogradu, Skoplju, Sarajevu i Sovjetskom Savezu. Potkraj godine je na Zagrebačkom festivalu zabavne glazbe osvojila nagradu za najbolju debitanticu i interpretaciju pjesme Doći će dan Zrinka Tutića.
Ksenija Erker je sredinom 1980-ih svoju uspješnu pjevačku karijeru odlučila podrediti obiteljskom životu, ali publika ju i danas pamti po pjesmama Proljeće bez tebe, Sad mi kaži, Nikad više, Ti me možda voliš, Opraštam ti sve, Ti si moja inspiracija... Najveći broj pjesama za nju je napisao njen bivši suprug, poznati hrvatski kantautor Hrvoje Hegedušić. Objavila je osam albuma i dvadesetak singlica, a 2008. Croatia Records je u ediciji Zlatna kolekcija objavila retrospektivni dvostruki CD njenih najpoznatijih uspješnica.
Osim kao pjevačica osebujna glasa, javnosti je poznata i kao članica stručnoga žirija zabavno-glazbene emisije Zvijezde pjevaju Hrvatske radiotelevizije.

## Diskografija
- 1975. - Četiri asa
- 1980. - S ljubavlju Ksenija
- 1982. - Kad žena voli
- 1983. - Pjevat ću vam noćas
- 1985. - Ksenija Erker
- 1991. - Ciao Italia - pjesme na talijanskom jeziku
- 2002. - Kad žena voli - best of
- 2008. - Zlatna kolekcija (best of)

## Festivali
- 1974. Zagreb - Doći će dan
- 1975. Opatija - Nikad više
- 1975. Split - To nije kraj
- 1976. Split - Uvijek ima jedna lađa
- 1976. Zagreb - Ti me možda voliš
- 1977. Vaš šlager sezone - U proljeću ostani mom
- 1977. Krapina - Imam ga rada
- 1980. Split - Balada o brudetu
- 1980. Zagreb - Ti si moja inspiracija
- 1981. Split - Sićaš li se
- 1981. Zagreb - Htjela bih ti reći
- 1981. Zvuci Panonije - Noćni vjetar
- 1982. Zagreb - Opet ljubav
- 1985. Opatija - Neka liju hladne kiše
- 1986. Zagreb - Rastopljeno zlato ljubavi (duet sa Zlatkom Pejakovićem)
- 1989. MMS Portoroz - Alla fine della strada - 1. mjesto
- 1990. MMS Portoroz - Verso le stelle
- 1992. Split - I sutra je dan
- 1993. Zagreb - Kad' ide vlak za sretne otoke
- 1997. Etnofest Neum - S jeseni

## Nagrade i priznanja
- 1974. – nagrada na Zagrebačkom festivalu zabavne glazbe za najbolju debitanticu i interpretaciju pjesme Doći će dan Zrinka Tutića
- 2002. – diskografska nagrada Porin u kategoriji za najbolji album duhovne glazbe (za album Božić u obitelji)

## Vanjske poveznice
- Glazbeni festival Pjesme Podravine i podravlja Pitomača – Ksenija Erker (životopis)  Arhivirana inačica izvorne stranice od 1. studenoga 2013. (Wayback Machine)
- She.hr – Ksenija Erker („Zvijezde pjevaju“, 2010.)
- regionalni.com – Gordana Igrec: Razgovor s Ksenijom Erker  Arhivirana inačica izvorne stranice od 1. studenoga 2013. (Wayback Machine)
- 24sata.hr – Ksenija Erker: Nitko ne napusti dom dok nema treće osobe...
- Discogs.com – Ksenija Erker (diskografija) (engl.)